# Protaetiomorpha flavovariegata
Protaetiomorpha flavovariegata är en skalbaggsart som beskrevs av Mohnike 1873. Protaetiomorpha flavovariegata ingår i släktet Protaetiomorpha och familjen Cetoniidae. Inga underarter finns listade i Catalogue of Life.